# Серпентин
Серпентинът е група (част от групата на каолинит-серпентина) зеленикави, кафеникави или петнисти минерали, които обикновено се срещат в серпентинитовите скали. Използват се като източник на магнезий и азбест, и като декоративен камък. Смята се, че името идва от зеленикавия цвят, който е често срещан при змиите (на лат. Serpentes).
Серпентиновата група описва група от обикновен скалнообразуващ хидратен магнезиев железен филосиликат ((Mg, Fe)3Si2O5(OH)4) минерали в резултат на метаморфизма на минералите, които се съдържат в ултрамафичните скали. Те могат да съдържат незначителни количества други елементи, включително хром, манган, кобалт или никел. В минералогията и гемологията серпентинът може да се отнася до всеки от 20 сорта, принадлежащи към групата на серпентина. Благодарение на примесите, тези сортове невинаги са лесни за индивидуализиране и обикновено не се правят разграничения. Има три важни минерални полиморфа на серпентин: антигорит, хризотил и лизарит.
- Блюдо от серпентин с инкрустирана златна риба, I век пр.н.е.
- Зелена серпентина от XVIII век
- Колие и обеци от полускъпоценни камъни. Сферичните зелени топчета са руски серпентин.